# 혼다 도시나가

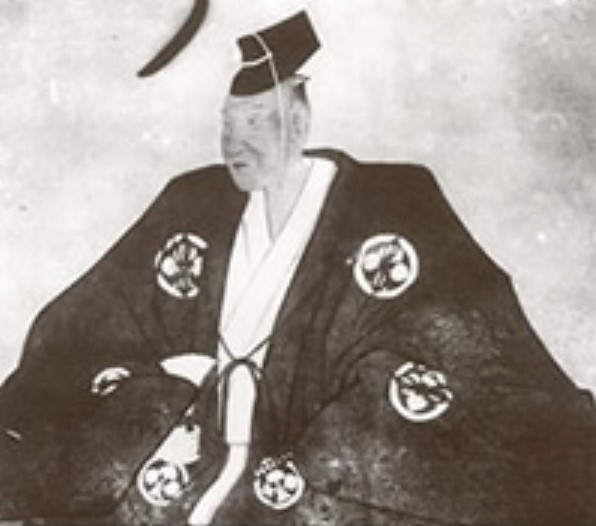
혼다 도시나가

혼다 도시나가(일본어: 本多利長, 1635년 ~ 1693년 1월 21일)는 미카와 오카자키번의 제4대 번주, 도토미 요코스카번주, 데와 무랴아마번 초대 번주이다. 혼다씨 히로타카파(広孝系) 제4대 당주. 오카자키번의 3대 번주 혼다 다다토시의 여섯 번째 아들이며, 관위는 종5위하, 에치젠노카미이다.
쇼호 2년(1645년), 아버지가 사망하자 그 뒤를 이었다. 이때 오카자키번 6만석 영지 중 5만석을 계승하였고, 나머지 1만석 영지는 형인 혼다 스케히사와 동생 혼다 도시로에게 분할하여 주었다. 같은해 6월 27일, 요코스카번으로 전봉되었다. 그러나 덴나 2년(1682년) 2월 23일, 행실이 바르지 못하고 가혹한 정치를 편다고 하여 영지를 몰수당하였고, 다시 데와 무랴야마군의 무라야마번 1만석에 봉해졌다. 겐로쿠 5년 12월 16일에 58세의 나이로 생을 마감했고, 양자 혼다 스케요시(도시나가의 조카)가 그 뒤를 이었다.
| 전임 혼다 다다토시 | 제4대 혼다 분고노카미가 당주 1645년 ~ 1693년 | 후임 혼다 스케요시 |

| 전임 혼다 다다토시 | 제4대 오카자키번 번주 (혼다 분고노카미가) 1645년 | 후임 미즈노 다다요시 |

| 전임 이노우에 마사토시 | 요코스카번 번주 (혼다 분고노카미 가문) 1645년 ~ 1682년 | 후임 니시오 다다나리 |

|  | 제1대 무라야마번 번주 (혼다가) 1682년 ~ 1693년 | 후임 혼다 스케요시 |